# Hoofdwerkplaats Haarlem

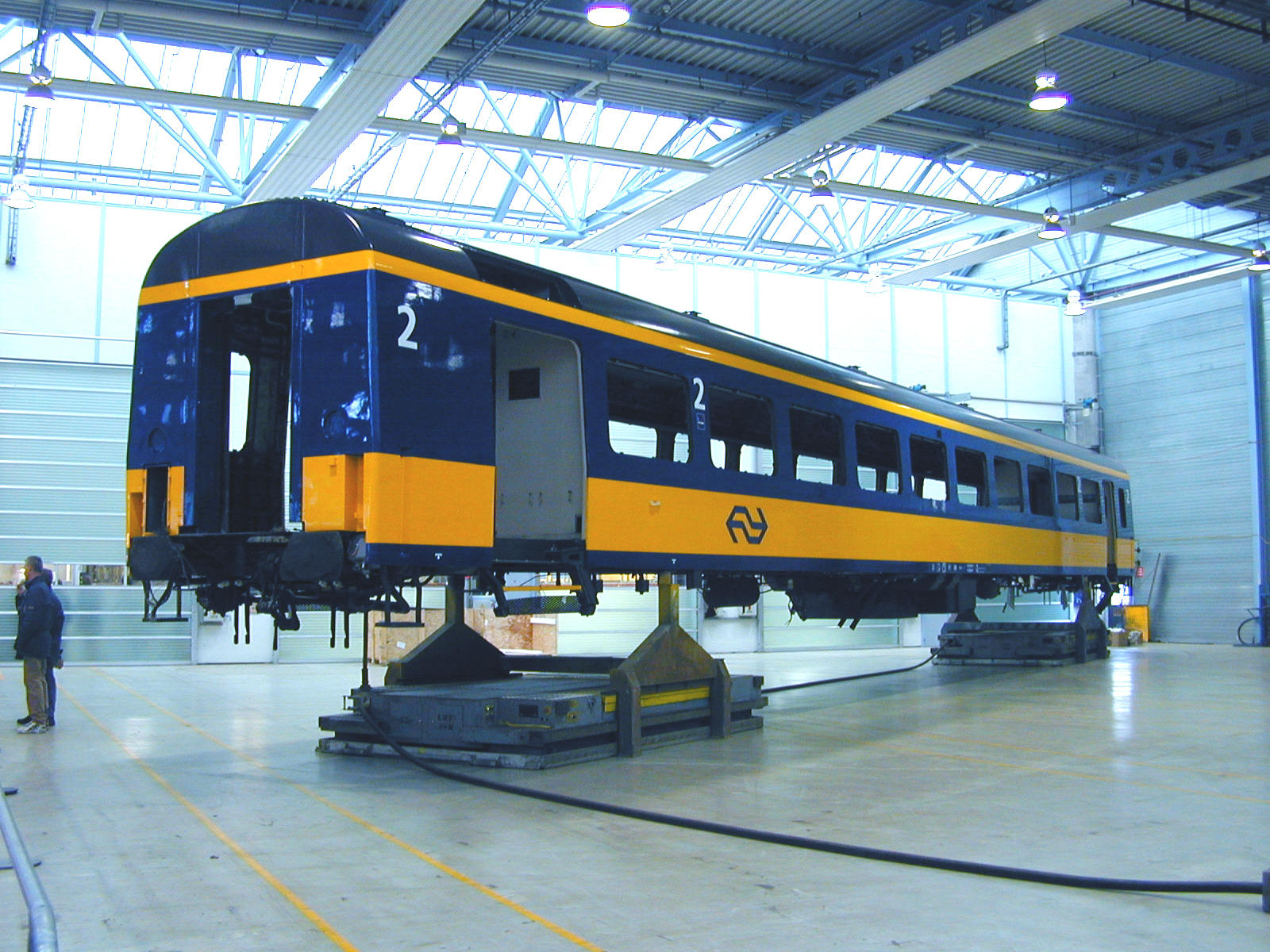
Windhoff railbrug werkt op luchtdruk bij NedTrain Refurbishment & Overhaul te Haarlem.

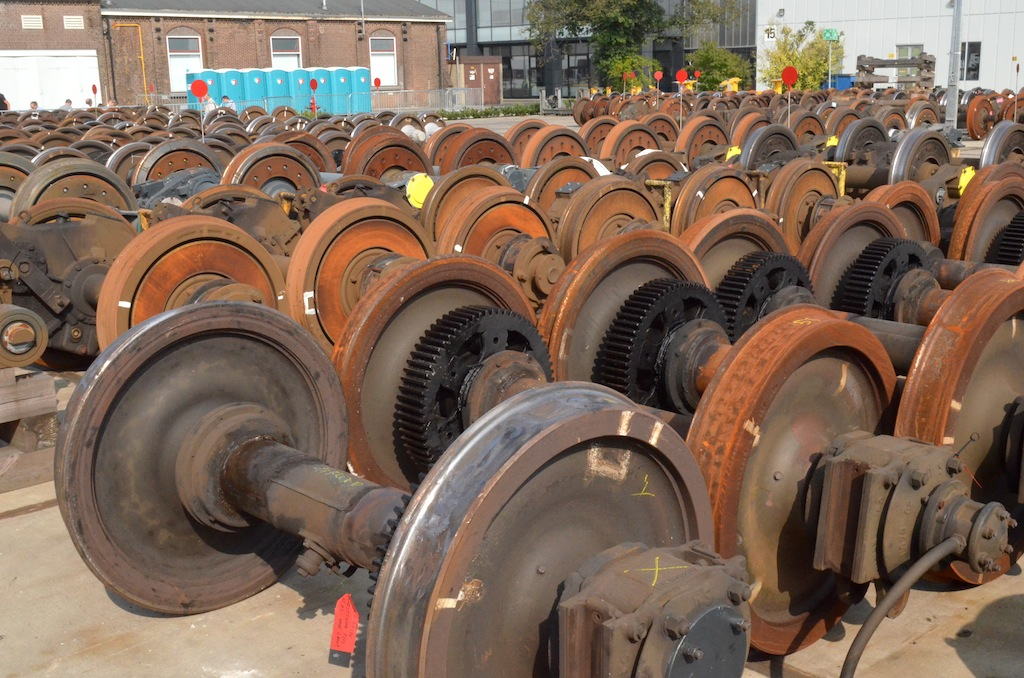
Hoofdwerkplaats Haarlem - Opslag Wielassen; 20 september 2014.

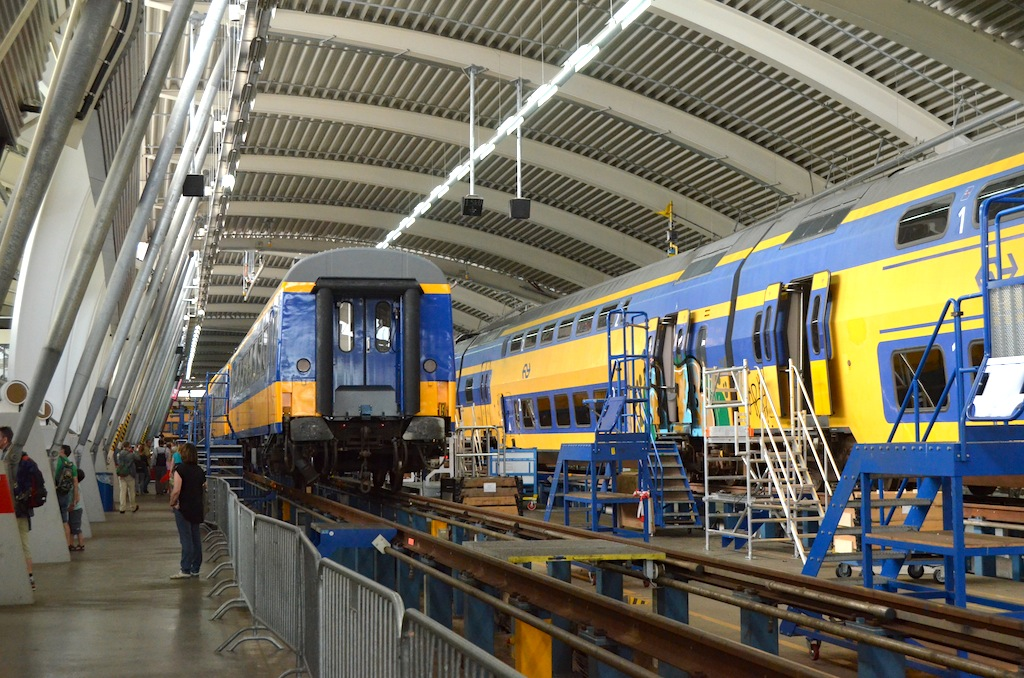
Hoofdwerkplaats Haarlem - Opgebokte rijtuigbakken; 20 september 2014.

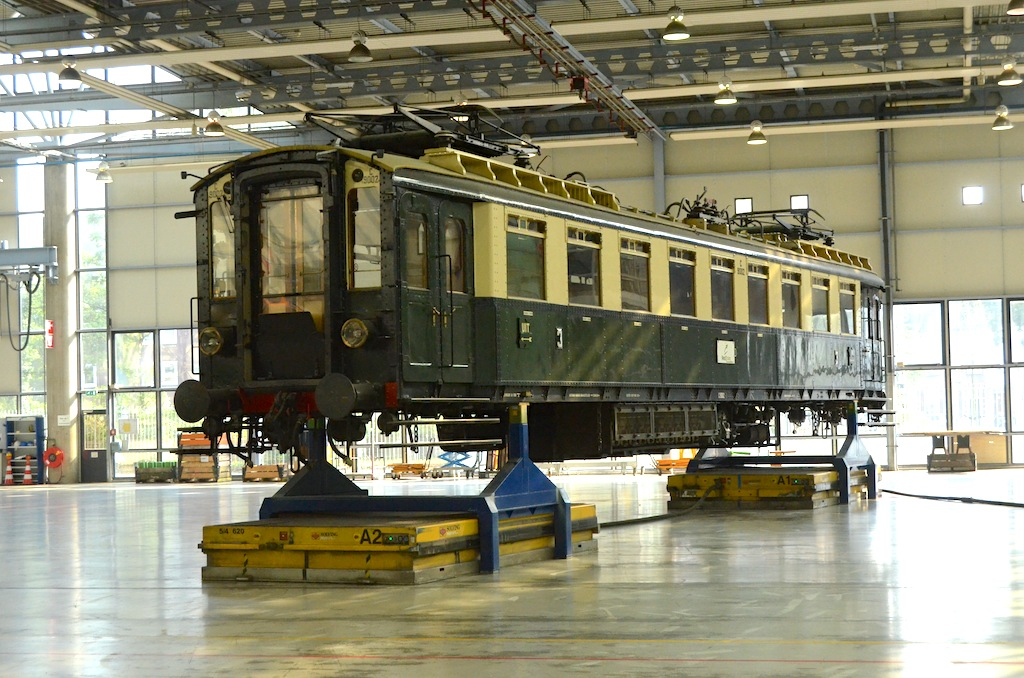
Hoofdwerkplaats Haarlem - mC 9002 'Jaap' op luchtkussens; 20 september 2014.

De Hoofdwerkplaats Haarlem is een revisiewerkplaats van de Nederlandse Spoorwegen aan de Voormalige Oudeweg te Haarlem.

## Geschiedenis
Bij de opening van de eerste spoorlijn van de in 1837 opgerichte Hollandsche IJzeren Spoorweg-Maatschappij (HIJSM) was er in september 1839 bij het westelijke eindpunt van de lijn Amsterdam – Haarlem een kleine werkplaats ingericht voor onderhoud aan locomotieven, rijtuigen en goederenwagons. In 1844 besloot de HIJSM een centrale werkplaats in Haarlem in te richten. Deze kwam op de locatie van het eerste station van Haarlem, tegenover de Amsterdamsche Poort. Het Station Haarlem was inmiddels in 1842 verplaatst naar de huidige locatie binnen de stadswallen.
Van een kleine werkplaats groeide het complex tot een grote omvang en werd het een van de grote Hoofdwerkplaatsen van de spoorwegen in Nederland. Door de uitbreiding van het spoorwegnet aan het eind van de 19de eeuw breidde ook de centrale werkplaats zich uit. Vooral de jaren 1892-'93 zijn belangrijk in de geschiedenis van de werkplaats. Toen werden een grote ketelmakerij, een wielenwerkplaats, magazijngebouw, een schoonmaakafdeling en een administratiegebouw aan het complex toegevoegd. Ook de stoffeerderij en de Grote Herstelling werden in die jaren gebouwd. Door het dempen van een terrein ten noorden van de werkplaats aan de Oudeweg ontstond vanaf 1913 ruimte voor verdere uitbreiding. Er werd een grote locomotief-stelplaats gebouwd, voorzien van zware kranen.
Na de vorming van de Nederlandse Spoorwegen trad er specialisatie op. In Haarlem kregen de rijtuigen en treinstellen groot onderhoud en revisies, terwijl de locomotieven in de Hoofdwerkplaats Tilburg onder handen werden genomen en de goederenwagons in de Wagenwerkplaats Amersfoort. Van deze grote werkplaatsen is die in Haarlem de enige die, 170 jaar na de opening, in 2022 nog in bedrijf is. De werkplaats heeft een oppervlakte van 14 hectare en heeft circa 700 werknemers in dienst.
In de loop der jaren zijn er vele moderniseringen geweest aan de werkplaatsaccommodatie. In de laatste jaren zijn diverse van de oude werkplaatsgebouwen afgebroken en vervangen door moderne bouwwerken. Eerst werden de rijtuigbakken van de treinstellen met behulp van kranen verplaatst, daarna gebeurde het transport van de rijtuigen op luchtkussens, die voor verschillende werkzaamheden verschoven van de ene naar de andere plek. Later, omstreeks 2017, werd dit systeem buiten dienst genomen en werden de luchtkussens vervangen door wagentjes op wieltjes. Ook deze worden radiografisch bestuurd.
In 2017 is een nieuwe werkplaatshal geopend waar onderhoud wordt gedaan aan wielstellen. Deze worden hier fabrieksmatig op geautomatiseerde wijze gedemonteerd, gekeurd, geslepen, geconserveerd, en vervolgens weer geassembleerd.
Vanaf 1999 werd de werkplaats die tot dan toe NS Onderhoud & Service heette, onderdeel van NedTrain onder de naam Refurbishment en Overhaul (R&O). Sinds 2017 is dit hernoemd naar 'NS Treinmodernisering'. Nog steeds worden de getrokken rijtuigen en elektrische treinstellen hier in revisie genomen en vinden er verbouwingen en moderniseringen plaats, alsmede herstel van opgelopen schade. Ook worden onderdelen vervaardigd en geconserveerd, en wordt er met regelmaat ook werk voor andere partijen dan NS gedaan, zoals onderhoud aan treinstellen van andere organisaties.

## Blokkendoosrijtuig mC 9002 'Jaap'
Het in 1924 door Beijnes gebouwde motorrijtuig type Mat '24 mC 9002 werd na buitendienststelling in 1966 verbouwd tot motordienstwagen (mDW) 169 306. Van 1968 tot 1981 werd het gebruikt als wegleerrijtuig 978 1 500.
Vanaf 1981 werd het rijtuig door de toenmalige beheerder J. Mol onderhouden, in de hoop dat de wagen bewaard zou worden voor het nageslacht. In 1990 werd de mDW 978 1 500 door dhr J. (Jaap) Mol overgedragen aan de hobbyclub van de Hoofdwerkplaats Haarlem. Deze heeft het rijtuig in eigen beheer weer terug verbouwd naar afleveringstoestand van 1924. Sinds 1996 is mC 9002 weer in zijn oorspronkelijke crème/groene uiterlijk aan te treffen voor ritten op de hoofdbaan. Hij kan zowel zelfstandig als gekoppeld met het Blokkendoostreinstel van het Spoorwegmuseum rijden.